# Чемпионат мира по хоккею с шайбой
Чемпиона́т ми́ра по хокке́ю с ша́йбой — ежегодное соревнование, организуемое Международной федерацией хоккея с шайбой с 1920 года. Наряду с Олимпийским турниром и Кубком мира является самым престижным соревнованием по этому виду спорта.
Изначально турнир проводился только в рамках зимних Олимпийских игр за исключением первого турнира, который проводился во время летней Олимпиады 1920 года, но с 1930 года стал проходить ежегодно и до 1991 года назывался чемпионатом мира и Европы (кроме турнира 1932 года). До 1968 года, в годы проведения Олимпиад, олимпийский турнир по хоккею с шайбой считался также чемпионатом мира. С 1940 по 1946 год чемпионат мира не проводился из-за Второй мировой войны. Также чемпионат мира не проводился в годы проведения зимних Олимпиад 1980, 1984 и 1988 и в 2020 году из-за пандемии COVID-19.

## Структура турнира
Турнир проходит в два этапа.

### Первый этап (групповой)
В первом этапе принимают участие 16 команд, разбитые на 2 группы по 8 команд. В плей-офф выходят 4 команды, а последняя команда из каждой группы отправляется играть в первый дивизион на следующий год. На групповом этапе команды в каждой группе играют между собой. Всего 7 игр, по одной с каждой командой.
Вплоть до чемпионата мира 2007 года за победу команда получала 2 очка, за ничью 1, за поражение 0. С 2007 года регламент был изменён. Если в основное время матча зафиксирована ничья, играют дополнительные 5 минут (овертайм) до первой заброшенной шайбы в формате 4×4 (3×3 в 2017 году). Если дополнительное время не выявит победителя, то команды пробивают серию из 3 штрафных бросков (буллитов). Если после трёх буллитов ничья, то пробиваются дополнительные пары буллитов до первого разного исхода (то есть до ситуации, когда одна команда свой буллит реализовала, а другая — нет). За победу в основное время команда получает 3 очка, за победу в овертайме или по буллитам — 2 очка, за поражение в овертайме или по буллитам — 1 очко, за поражение в основное время — 0 очков.

### Второй этап (плей-офф)
Во втором этапе принимают участие 8 команд. Этап состоит из 1/4 финала, 1/2 финала, матча за третье место и финала. На этом этапе команды играют «на вылет». В 1/4 финала команды, занявшие первые места в группах первого этапа, играют с командами, занявшими 4-е места в другой группе, а команды, занявшие вторые места, играют с командами, занявшими третьи места. Победитель матча 1/4 финала выходит в 1/2 финала, проигравший прекращает своё участие на турнире. В 1/2 финала победители матчей 1/4 финала с участием команд, занявших первые места в группах первого этапа, играют с победителями матчей 1/4 финала с участием команд, занявших вторые места в других группах.
Победитель матча 1/2 финала выходит в финал, проигравший принимает участие в матче за 3-е место. Если в матчах 1/4, 1/2 финалов и в матче за 3-е место в основное время зафиксирована ничья, то команды играют дополнительное время продолжительностью 10 минут до первой заброшенной шайбы в формате 4×4.
По состоянию на 2021 год, в финальном матче овертайм играется в формате 3×3, причём количество овертаймов не ограничено, а продолжительность каждого безрезультативного составляет 20 минут (в прежние годы предусматривался единственный овертайм в формате 4×4 или, например, 5×5 в 2017 году, с последующей серией буллитов). Команда, занявшая 3-е место, получает бронзовые медали, 2-е — серебряные, 1-е — золотые и чемпионский кубок.

### Иерархия дивизионов (с 2011 года)
Кроме ТОП-дивизиона существуют более низкие дивизионы для команд, не пробившихся в ТОП-дивизион:
1. ТОП-дивизион (16 команд, 8 из них выходят в плей-офф)
2. Первый дивизион (группа А) (6 команд)
3. Первый дивизион (группа B) (6 команд)
4. Второй дивизион (группа А) (6 команд)
5. Второй дивизион (группа B) (6 команд)
6. Третий дивизион (6 команд) (в 2015 году — 8)
7. Квалификация третьего дивизиона (нерегулярные соревнования, количество команд различно)

### Иерархия дивизионов (с 2020 года)
1. ТОП-дивизион (16 команд, 8 из них выходят в плей-офф)
2. Первый дивизион (группа А) (6 команд)
3. Первый дивизион (группа B) (6 команд)
4. Второй дивизион (группа А) (6 команд)
5. Второй дивизион (группа B) (6 команд)
6. Третий дивизион (группа А) (6 команд)
7. Третий дивизион (группа B) (4 команды)[2]
8. Четвёртый дивизион (4 команды)[3]

## История турнира

### Призёры
|  | В рамках летних Олимпийских игр |
|  | В рамках зимних Олимпийских игр |

| Год  | Чемпионы | Второе место | Третье место | Место и страна проведения           | Место и страна проведения                |
| ---- | --- | --- | --- | ----------------------------------- | ---------------------------------------- |
| 1920 | Канада (1) | США (1) | Чехословакия (1)                                                                                                | Антверпен                           | Бельгия (1)                              |
| 1924 | Канада (2) | США (2) | Великобритания (1)                                                                                              | Шамони                              | Франция (1)                              |
| 1928 | Канада (3) | Швеция (1) | Швейцария (1)                                                                                                   | Санкт-Мориц                         | Швейцария (1)                            |
| 1930 | Канада (4) | Германия (1) | Швейцария (2)                                                                                                   | Шамони Вена Берлин                  | Франция (2) · Австрия (1) · Германия (1) |
| 1931 | Канада (5) | США (3) | Австрия (1) | Крыница-Здруй                       | Польша (1)                               |
| 1932 | Канада (6) | США (4) | Германия (1) | Лейк-Плэсид                         | США (1)                                  |
| 1933 | США (1) | Канада (1) | Чехословакия (2)                                                                                                | Прага                               | Чехословакия (1)                         |
| 1934 | Канада (7) | США (5) | Германия (2) | Милан                               | Италия (1)                               |
| 1935 | Канада (8) | Швейцария (1)                                                                                                   | Великобритания (2)                                                                                              | Давос                               | Швейцария (2)                            |
| 1936 | Великобритания (1)                                                                                              | Канада (2) | США (1) | Гармиш-Партенкирхен                 | Германия (2)                             |
| 1937 | Канада (9) | Великобритания (1)                                                                                              | Швейцария (3)                                                                                                   | Лондон                              | Великобритания (1)                       |
| 1938 | Канада (10) | Великобритания (2)                                                                                              | Чехословакия (3)                                                                                                | Прага                               | Чехословакия (2)                         |
| 1939 | Канада (11) | США (6) | Швейцария (4)                                                                                                   | Цюрих ▪ Базель                      | Швейцария (3)                            |
| 1947 | Чехословакия (1)                                                                                                | Швеция (2) | Австрия (2) | Прага                               | Чехословакия (3)                         |
| 1948 | Канада (12) | Чехословакия (1)                                                                                                | Швейцария (5)                                                                                                   | Санкт-Мориц                         | Швейцария (4)                            |
| 1949 | Чехословакия (2)                                                                                                | Канада (3) | США (2) | Стокгольм                           | Швеция (1)                               |
| 1950 | Канада (13) | США (7) | Швейцария (6)                                                                                                   | Лондон                              | Великобритания (2)                       |
| 1951 | Канада (14) | Швеция (3) | Швейцария (7)                                                                                                   | Париж                               | Франция (3)                              |
| 1952 | Канада (15) | США (8) | Швеция (1) | Осло                                | Норвегия (1)                             |
| 1953 | Швеция (1) | ФРГ (2) | Швейцария (8)                                                                                                   | Цюрих Базель                        | Швейцария (5)                            |
| 1954 | СССР (1) | Канада (4) | Швеция (2) | Стокгольм                           | Швеция (2)                               |
| 1955 | Канада (16) | СССР (1) | Чехословакия (4)                                                                                                | Крефельд Дортмунд Кёльн Дюссельдорф | ФРГ (3)                                  |
| 1956 | СССР (2) | США (9) | Канада (1) | Кортина-д’Ампеццо                   | Италия (2)                               |
| 1957 | Швеция (2) | СССР (2) | Чехословакия (5)                                                                                                | Москва                              | СССР (1)                                 |
| 1958 | Канада (17) | СССР (3) | Швеция (3) | Осло                                | Норвегия (2)                             |
| 1959 | Канада (18) | СССР (4) | Чехословакия (6)                                                                                                | Прага Братислава                    | Чехословакия (4)                         |
| 1960 | США (2) | Канада (5) | СССР (1) | Скво-Вэлли                          | США (2)                                  |
| 1961 | Канада (19) | Чехословакия (2)                                                                                                | СССР (2) | Женева Лозанна                      | Швейцария (6)                            |
| 1962 | Швеция (3) | Канада (6) | США (3) | Колорадо-Спрингс Денвер             | США (3)                                  |
| 1963 | СССР (3) | Швеция (4) | Чехословакия (7)                                                                                                | Стокгольм                           | Швеция (3)                               |
| 1964 | СССР (4) | Швеция (5) | Чехословакия (8)                                                                                                | Инсбрук                             | Австрия (2)                              |
| 1965 | СССР (5) | Чехословакия (3)                                                                                                | Швеция (4) | Тампере                             | Финляндия (1)                            |
| 1966 | СССР (6) | Чехословакия (4)                                                                                                | Канада (2) | Любляна                             | Югославия (1)                            |
| 1967 | СССР (7) | Швеция (6) | Канада (3) | Вена                                | Австрия (3)                              |
| 1968 | СССР (8) | Чехословакия (5)                                                                                                | Канада (4) | Гренобль                            | Франция (4)                              |
| 1969 | СССР (9) | Швеция (7) | Чехословакия (9)                                                                                                | Стокгольм                           | Швеция (4)                               |
| 1970 | СССР (10) | Швеция (8) | Чехословакия (10)                                                                                               | Стокгольм                           | Швеция (5)                               |
| 1971 | СССР (11) | Чехословакия (6)                                                                                                | Швеция (5) | Берн Женева                         | Швейцария (7)                            |
| 1972 | Чехословакия (3)                                                                                                | СССР (5) | Швеция (6) | Прага                               | Чехословакия (5)                         |
| 1973 | СССР (12) | Швеция (9) | Чехословакия (11)                                                                                               | Москва                              | СССР (2)                                 |
| 1974 | СССР (13) | Чехословакия (7)                                                                                                | Швеция (7) | Хельсинки                           | Финляндия (2)                            |
| 1975 | СССР (14) | Чехословакия (8)                                                                                                | Швеция (8) | Мюнхен Дюссельдорф                  | ФРГ (4)                                  |
| 1976 | Чехословакия (4)                                                                                                | СССР (6) | Швеция (9) | Катовице                            | Польша (2)                               |
| 1977 | Чехословакия (5)                                                                                                | Швеция (10) | СССР (3) | Вена                                | Австрия (4)                              |
| 1978 | СССР (15) | Чехословакия (9)                                                                                                | Канада (5) | Прага                               | Чехословакия (6)                         |
| 1979 | СССР (16) | Чехословакия (10)                                                                                               | Швеция (10) | Москва                              | СССР (3)                                 |
| 1981 | СССР (17) | Швеция (11) | Чехословакия (12)                                                                                               | Гётеборг Стокгольм                  | Швеция (6)                               |
| 1982 | СССР (18) | Чехословакия (11)                                                                                               | Канада (6) | Хельсинки Тампере                   | Финляндия (3)                            |
| 1983 | СССР (19) | Чехословакия (12)                                                                                               | Канада (7) | Дюссельдорф Дортмунд Мюнхен         | ФРГ (5)                                  |
| 1985 | Чехословакия (6)                                                                                                | Канада (7) | СССР (4) | Прага                               | Чехословакия (7)                         |
| 1986 | СССР (20) | Швеция (12) | Канада (8) | Москва                              | СССР (4)                                 |
| 1987 | Швеция (4) | СССР (7) | Чехословакия (13)                                                                                               | Вена                                | Австрия (5)                              |
| 1989 | СССР (21) | Канада (8) | Чехословакия (14)                                                                                               | Стокгольм Сёдертелье                | Швеция (7)                               |
| 1990 | СССР (22) | Швеция (13) | Чехословакия (15)                                                                                               | Берн Фрибур                         | Швейцария (8)                            |
| 1991 | Швеция (5) | Канада (9) | СССР (5) | Турку Хельсинки Тампере             | Финляндия (4)                            |
| 1992 | Швеция (6) | Финляндия (1)                                                                                                   | Чехословакия (16)                                                                                               | Прага Братислава                    | Чехословакия (8)                         |
| 1993 | Россия (1/23)                                                                                                   | Швеция (14) | Чехия (1 / 17)                                                                                                  | Дортмунд Мюнхен                     | Германия (6)                             |
| 1994 | Канада (20) | Финляндия (2)                                                                                                   | Швеция (11) | Больцано Канацеи Милан              | Италия (3)                               |
| 1995 | Финляндия (1)                                                                                                   | Швеция (15) | Канада (9) | Стокгольм Евле                      | Швеция (8)                               |
| 1996 | Чехия (1 / 7)                                                                                                   | Канада (10) | США (4) | Вена                                | Австрия (6)                              |
| 1997 | Канада (21) | Швеция (16) | Чехия (2 / 18)                                                                                                  | Хельсинки Турку Тампере             | Финляндия (5)                            |
| 1998 | Швеция (7) | Финляндия (3)                                                                                                   | Чехия (3 / 19)                                                                                                  | Цюрих Базель                        | Швейцария (9)                            |
| 1999 | Чехия (2 / 8)                                                                                                   | Финляндия (4)                                                                                                   | Швеция (12) | Осло Лиллехаммер Хамар              | Норвегия (3)                             |
| 2000 | Чехия (3 / 9)                                                                                                   | Словакия (1) | Финляндия (1)                                                                                                   | Санкт-Петербург                     | Россия (5)                               |
| 2001 | Чехия (4 / 10)                                                                                                  | Финляндия (5)                                                                                                   | Швеция (13) | Кёльн Ганновер Нюрнберг             | Германия (7)                             |
| 2002 | Словакия (1) | Россия (1 / 8)                                                                                                  | Швеция (14) | Гётеборг Карлстад Йёнчёпинг         | Швеция (9)                               |
| 2003 | Канада (22) | Швеция (17) | Словакия (1) | Хельсинки Тампере Турку             | Финляндия (6)                            |
| 2004 | Канада (23) | Швеция (18) | США (5) | Прага Острава                       | Чехия (9)                                |
| 2005 | Чехия (5 / 11)                                                                                                  | Канада (11) | Россия (1 / 6)                                                                                                  | Инсбрук Вена                        | Австрия (7)                              |
| 2006 | Швеция (8) | Чехия (1 / 13)                                                                                                  | Финляндия (2)                                                                                                   | Рига                                | Латвия (1)                               |
| 2007 | Канада (24) | Финляндия (6)                                                                                                   | Россия (2 / 7)                                                                                                  | Москва Мытищи                       | Россия (6)                               |
| 2008 | Россия (2/24)                                                                                                   | Канада (12) | Финляндия (3)                                                                                                   | Галифакс Квебек                     | Канада (1)                               |
| 2009 | Россия (3/25)                                                                                                   | Канада (13) | Швеция (15) | Клотен Берн                         | Швейцария (10)                           |
| 2010 | Чехия (6 / 12)                                                                                                  | Россия (2/9) | Швеция (16) | Кёльн Мангейм Гельзенкирхен         | Германия (8)                             |
| 2011 | Финляндия (2)                                                                                                   | Швеция (19) | Чехия (4 / 20)                                                                                                  | Братислава Кошице                   | Словакия (1)                             |
| 2012 | Россия (4/26)                                                                                                   | Словакия (2) | Чехия (5 / 21)                                                                                                  | Хельсинки Стокгольм                 | Финляндия (7) · Швеция (10)              |
| 2013 | Швеция (9) | Швейцария (2)                                                                                                   | США (6) | Стокгольм Хельсинки                 | Швеция (11) · Финляндия (8)              |
| 2014 | Россия (5/27)                                                                                                   | Финляндия (7)                                                                                                   | Швеция (17) | Минск                               | Беларусь (1)                             |
| 2015 | Канада (25) | Россия (3 / 10)                                                                                                 | США (7) | Прага Острава                       | Чехия (10)                               |
| 2016 | Канада (26) | Финляндия (8)                                                                                                   | Россия (3 / 8)                                                                                                  | Москва Санкт-Петербург              | Россия (7)                               |
| 2017 | Швеция (10) | Канада (14) | Россия (4 / 9)                                                                                                  | Кёльн Париж                         | Германия (9) · Франция (5)               |
| 2018 | Швеция (11) | Швейцария (3)                                                                                                   | США (8) | Копенгаген Хернинг                  | Дания (1)                                |
| 2019 | Финляндия (3)                                                                                                   | Канада (15) | Россия (5 / 10)                                                                                                 | Братислава Кошице                   | Словакия (2)                             |
| 2020 | Турнир отменён из-за пандемии COVID-19. Чемпионат мира по хоккею с шайбой в Швейцарии был перенесён на 2026 год | Турнир отменён из-за пандемии COVID-19. Чемпионат мира по хоккею с шайбой в Швейцарии был перенесён на 2026 год | Турнир отменён из-за пандемии COVID-19. Чемпионат мира по хоккею с шайбой в Швейцарии был перенесён на 2026 год | Цюрих Лозанна                       | Швейцария (11)                           |
| 2021 | Канада (27) | Финляндия (9)                                                                                                   | США (9) | Рига                                | Латвия (2)                               |
| 2022 | Финляндия (4)                                                                                                   | Канада (16) | Чехия (6 / 22)                                                                                                  | Хельсинки Тампере                   | Финляндия (9)                            |
| 2023 | Канада (28) | Германия (2/3)                                                                                                  | Латвия (1) | Тампере Рига                        | Финляндия (10) · Латвия (3)              |
| 2024 | Чехия (7 / 13)                                                                                                  | Швейцария (4)                                                                                                   | Швеция (18) | Прага Острава                       | Чехия (11)                               |
| 2025 | США (3) | Швейцария (5)                                                                                                   | Швеция (19) | Стокгольм Хернинг                   | Швеция (12) · Дания (2)                  |
| 2026 | | | | Цюрих Фрибур                        | Швейцария (11)                           |
| 2027 | | | | Дюссельдорф Манхайм                 | Германия (10)                            |
| 2028 | | | | Париж Лион                          | Франция (6)                              |
| 2029 | | | | Братислава Кошице                   | Словакия (3)                             |

Примечания:
1. Все олимпийские хоккейные турниры с 1920 по 1968 год также считались чемпионатами мира.
2. В 1980, 1984, 1988 годах (годы Олимпийских игр) чемпионаты мира не проводились. В 2020 году чемпионат мира был отменён из-за пандемии коронавируса[5][6].
3. В графе «место проведения» указано только место проведения основного турнира.
4. Сборные Беларуси и России не участвуют в розыгрышах чемпионатов мира по хоккею с 2022 года.

### Формат соревнований
Формат соревнований был различный. Современный формат используется с 2012 года.
| Год  | Команд | 1-й этап | 2-й этап | 3-й этап |
| ---- | ------ | --- | --- | --- |
| 1920 | 7      | Команды играли на вылет за 1-е место | Команды, проигравшие команде, занявшей 1-е место, играли по системе Бергвалля за 2-е место                                                                 | Команды, проигравшие команде, занявшей 2-е место, играли по системе Бергвалля за 3-е место                                                                        |
| 1924 | 8      | 2 группы по 4 команды | группа из 4 команд, занявших 1 и 2 места в группах | группа из 4 команд, занявших 1 и 2 места в группах |
| 1928 | 11     | 1 группа из 4 команд, 2 группы по 3 команды | группа из 4 команд, занявших 1-е места в группах и Канады                                                                                                  | группа из 4 команд, занявших 1-е места в группах и Канады |
| 1930 | 12     | 11 команды играли на вылет, кроме Канады | Победитель 1-го этапа играл в финале с Канадой | Победитель 1-го этапа играл в финале с Канадой |
| 1931 | 10     | 4 команды делились на 2 пары и проводили по одной игре. 2 команды, победившие в парах и остальные 6 команд, делились на 4 пары и проводили одну игру. | 4 команды, проигравшие в парах на 1-м этапе делились на две пары и проводили одну игру                                                                     | группа из 6 команд, победивших в парах на 1-м или 2-м этапе |
| 1932 | 4      | группа из 4-х команд, сыгравших друг с другом по 2 раза                                                                                               | группа из 4-х команд, сыгравших друг с другом по 2 раза | группа из 4-х команд, сыгравших друг с другом по 2 раза |
| 1933 | 12     | 1 группа из 4 команд, 2 группы по 3 команды, кроме Канады и США                                                                                       | 2 группы по 4 команды, занявших 1 и 2 места в группах на 1-м этапе, а также Канада и США                                                                   | 4 команды, занявшие в группах на 2-м этапе 1 и 2 места, играли на вылет                                                                                           |
| 1934 | 12     | 1 группа из 4-х команд, 2 группы по 3 команды, кроме Канады и США                                                                                     | 3 группы по 3 команды, занявших 1-2 места в группах A, B и группы C (все команды показали одинаковый результат) на 1-м этапе, а также сборные США и Канады | 3 команды, занявшие 1-е места в группах, и команда, занявшая 1-е место в группе, составленной из команд, занявших 2-е места в группах 2-го этапа, играли на вылет |
| 1935 | 15     | 3 группы по 4 команды, 1 группа из 3 команд | 2 группы по 4 команды, составленных из команд, занявших 1-2 места в группах                                                                                | группа из 4 команд, составленная из команд, занявших 1-2 места в группах                                                                                          |
| 1936 | 15     | 3 группы по 4 команды, 1 группа из 3 команды | 2 группы по 4 команды, составленных из команд, занявших 1 и 2 места в группах                                                                              | группа из 4 команд, составленная из команд, занявших 1 и 2 места в группах                                                                                        |
| 1937 | 11     | 2 группы по 4 команды, 1 группа из 3 команд | 2 группы по 4 команды, составленных из команд, занявших 1, 2 места и 2 лучшие команды, занявшие 3-е места в группах 1-го этапа                             | группа из 4-х команд, занявших 1 и 2 места в группах 2-го этапа                                                                                                   |
| 1938 | 14     | 2 группы по 5 команд, 1 группа из 4 команд | 3 группы из 3-х команд, составленных из команд, занявших 1-3 места в группах 1-го этапа                                                                    | команды, занявшие 1-е места в группах 2-го этапа и Германия, играли на вылет                                                                                      |
| 1939 | 14     | 2 группы по 4 команды и 2 группы по 3 команды | 2 группы по 4 команды, составленных из команд, занявших 1 и 2 места в группах 1-го этапа                                                                   | группа из 4 команд, занявших 1 и 2 места в группах 2-го этапа |
| 1947 | 8      | группа из 8 команд | группа из 8 команд | группа из 8 команд |
| 1948 | 8 (9)  | группа из 9 команд | группа из 9 команд | группа из 9 команд |
| 1949 | 10     | 2 группы по 3 команды, 1 группа по 4 команды | группа из 6 команд, занявших 1-2 места в группах на 1-м этапе                                                                                              | группа из 6 команд, занявших 1-2 места в группах на 1-м этапе |
| 1950 | 9      | 3 группы по 3 команды | группа из 6 команд, занявших 1 и 2 места в группах на 1-м этапе                                                                                            | группа из 6 команд, занявших 1 и 2 места в группах на 1-м этапе                                                                                                   |
| 1951 | 7      | группа из 7 команд | группа из 7 команд | группа из 7 команд |
| 1952 | 9      | группа из 9 команд | группа из 9 команд | группа из 9 команд |
| 1953 | 3 (4)  | группа из 3-х команд, сыгравших друг с другом по 2 раза                                                                                               | группа из 3-х команд, сыгравших друг с другом по 2 раза | группа из 3-х команд, сыгравших друг с другом по 2 раза |
| 1954 | 8      | группа из 8 команд | группа из 8 команд | группа из 8 команд |
| 1955 | 9      | группа из 9 команд | группа из 9 команд | группа из 9 команд |
| 1956 | 10     | 1 группа из 4 команд, 2 группы по 3 команды | команды, занявшие 1 и 2 места в группах на 1-м этапе, играли в группе из 6 команд                                                                          | команды, занявшие 1 и 2 места в группах на 1-м этапе, играли в группе из 6 команд                                                                                 |
| 1957 | 8      | группа из 8 команд | группа из 8 команд | группа из 8 команд |
| 1958 | 8      | группа из 8 команд | группа из 8 команд | группа из 8 команд |
| 1959 | 12     | 3 группы по 4 команды | команды, занявшие 1 и 2 места в группах на 1-м этапе, играли в группе из 6 команд                                                                          | команды, занявшие 1 и 2 места в группах на 1-м этапе, играли в группе из 6 команд                                                                                 |
| 1960 | 9      | 3 группы по 3 команды | команды, занявшие 1 и 2 места в группах на 1-м этапе, играли в группе из 6 команд                                                                          | команды, занявшие 1 и 2 места в группах на 1-м этапе, играли в группе из 6 команд                                                                                 |
| 1961 | 8      | группа из 8 команд | группа из 8 команд | группа из 8 команд |
| 1962 | 8      | группа из 8 команд | группа из 8 команд | группа из 8 команд |
| 1963 | 8      | группа из 8 команд | группа из 8 команд | группа из 8 команд |
| 1964 | 8      | группа из 8 команд | группа из 8 команд | группа из 8 команд |
| 1965 | 8      | группа из 8 команд | группа из 8 команд | группа из 8 команд |
| 1966 | 8      | группа из 8 команд | группа из 8 команд | группа из 8 команд |
| 1967 | 8      | группа из 8 команд | группа из 8 команд | группа из 8 команд |
| 1968 | 8      | группа из 8 команд | группа из 8 команд | группа из 8 команд |
| 1969 | 6      | группа из 6 команд, сыгравших друг с другом по 2 раза                                                                                                 | группа из 6 команд, сыгравших друг с другом по 2 раза | группа из 6 команд, сыгравших друг с другом по 2 раза |
| 1970 | 6      | группа из 6 команд, сыгравших друг с другом по 2 раза                                                                                                 | группа из 6 команд, сыгравших друг с другом по 2 раза | группа из 6 команд, сыгравших друг с другом по 2 раза |
| 1971 | 6      | группа из 6 команд, сыгравших друг с другом по 2 раза                                                                                                 | группа из 6 команд, сыгравших друг с другом по 2 раза | группа из 6 команд, сыгравших друг с другом по 2 раза |
| 1972 | 6      | группа из 6 команд, сыгравших друг с другом по 2 раза                                                                                                 | группа из 6 команд, сыгравших друг с другом по 2 раза | группа из 6 команд, сыгравших друг с другом по 2 раза |
| 1973 | 6      | группа из 6 команд, сыгравших друг с другом по 2 раза                                                                                                 | группа из 6 команд, сыгравших друг с другом по 2 раза | группа из 6 команд, сыгравших друг с другом по 2 раза |
| 1974 | 6      | группа из 6 команд, сыгравших друг с другом по 2 раза                                                                                                 | группа из 6 команд, сыгравших друг с другом по 2 раза | группа из 6 команд, сыгравших друг с другом по 2 раза |
| 1975 | 6      | группа из 6 команд, сыгравших друг с другом по 2 раза                                                                                                 | группа из 6 команд, сыгравших друг с другом по 2 раза | группа из 6 команд, сыгравших друг с другом по 2 раза |
| 1976 | 8      | группа из 8 команд | Команды, занявшие 1-4 места в группе на 1-м этапе, играли в группе из 4-х команд с учётом результатов игр на 1-м этапе                                     | Команды, занявшие 1-4 места в группе на 1-м этапе, играли в группе из 4-х команд с учётом результатов игр на 1-м этапе                                            |
| 1977 | 8      | группа из 8 команд | Команды, занявшие 1-4 места в группе на 1-м этапе, играли в группе из 4-х команд с учётом результатов игр на 1-м этапе                                     | Команды, занявшие 1-4 места в группе на 1-м этапе, играли в группе из 4-х команд с учётом результатов игр на 1-м этапе                                            |
| 1978 | 8      | группа из 8 команд | Команды, занявшие 1-4 места в группе на 1-м этапе, играли в группе из 4-х команд с учётом результатов игр на 1-м этапе                                     | Команды, занявшие 1-4 места в группе на 1-м этапе, играли в группе из 4-х команд с учётом результатов игр на 1-м этапе                                            |
| 1979 | 8      | 2 группы по 4 команды | группа из 4 команд, занявших 1-2 места в своих группах на 1-м этапе, сыгравших друг с другом по 2 раза                                                     | группа из 4 команд, занявших 1-2 места в своих группах на 1-м этапе, сыгравших друг с другом по 2 раза                                                            |
| 1981 | 8      | 2 группы по 4 команды | группа из 4 команд, занявших 1-2 места в своих группах на 1-м этапе, сыгравших друг с другом по 2 раза                                                     | группа из 4 команд, занявших 1-2 места в своих группах на 1-м этапе, сыгравших друг с другом по 2 раза                                                            |
| 1982 | 8      | группа из 8 команд | Команды, занявшие 1-4 места в группе на 1-м этапе, играли в группе из 4-х команд с учётом результатов игр на 1-м этапе                                     | Команды, занявшие 1-4 места в группе на 1-м этапе, играли в группе из 4-х команд с учётом результатов игр на 1-м этапе                                            |
| 1983 | 8      | группа из 8 команд | Команды, занявшие 1-4 места в группе на 1-м этапе, играли в группе из 4-х команд                                                                           | Команды, занявшие 1-4 места в группе на 1-м этапе, играли в группе из 4-х команд                                                                                  |
| 1985 | 8      | группа из 8 команд | группа из 4 команд, занявших 1-4 места в группе на 1-м этапе                                                                                               | группа из 4 команд, занявших 1-4 места в группе на 1-м этапе |
| 1986 | 8      | группа из 8 команд | группа из 4 команд, занявших 1-4 места в группе на 1-м этапе                                                                                               | группа из 4 команд, занявших 1-4 места в группе на 1-м этапе |
| 1987 | 8      | группа из 8 команд | группа из 4 команд, занявших 1-4 места в группе на 1-м этапе                                                                                               | группа из 4 команд, занявших 1-4 места в группе на 1-м этапе |
| 1989 | 8      | группа из 8 команд | группа из 4 команд, занявших 1-4 места в группе на 1-м этапе                                                                                               | группа из 4 команд, занявших 1-4 места в группе на 1-м этапе |
| 1990 | 8      | группа из 8 команд | группа из 4 команд, занявших 1-4 места в группе на 1-м этапе                                                                                               | группа из 4 команд, занявших 1-4 места в группе на 1-м этапе |
| 1991 | 8      | группа из 8 команд | группа из 4 команд, занявших 1-4 места в группе на 1-м этапе                                                                                               | группа из 4 команд, занявших 1-4 места в группе на 1-м этапе |
| 1992 | 12     | 2 группы по 6 команд | Команды, занявшие 1-4 места в группах, играли на вылет | Команды, занявшие 1-4 места в группах, играли на вылет |
| 1993 | 12     | 2 группы по 6 команд | Команды, занявшие 1-4 места в группах, играли на вылет | Команды, занявшие 1-4 места в группах, играли на вылет |
| 1994 | 12     | 2 группы по 6 команд | Команды, занявшие 1-4 места в группах, играли на вылет | Команды, занявшие 1-4 места в группах, играли на вылет |
| 1995 | 12     | 2 группы по 6 команд | Команды, занявшие 1-4 места в группах, играли на вылет | Команды, занявшие 1-4 места в группах, играли на вылет |
| 1996 | 12     | 2 группы по 6 команд | Команды, занявшие 1-4 места в группах, играли на вылет | Команды, занявшие 1-4 места в группах, играли на вылет |
| 1997 | 12     | 2 группы по 6 команд | группа из 6 команд, занявших 1-3 места в группах с учётом результатов личных встреч на 1-м этапе                                                           | команды, занявшие 1 и 2 места в группе, играли до двух побед |
| 1998 | 16     | 4 группы по 4 команды | 2 группы по 4 команды, составленных из команд, занявших 1-2 места в группах 1-го этапа                                                                     | 4 команды играли на вылет по сумме двух игр |
| 1999 | 16     | 4 группы по 4 команды | 2 группы по 4 команды, составленных из команд, занявших 1-2 места в группах 1-го этапа                                                                     | 4 команды играли на вылет по сумме двух игр |
| 2000 | 16     | 4 группы по 4 команды | 2 группы по 6 команд, составленных из команд, занявших 1-3 места в группах 1-го этапа                                                                      | Команды, занявшие 1-4 места в группах 2-го этапа, играли на вылет                                                                                                 |
| 2001 | 16     | 4 группы по 4 команды | 2 группы по 6 команд, составленных из команд, занявших 1-3 места в группах 1-го этапа                                                                      | Команды, занявшие 1-4 места в группах 2-го этапа, играли на вылет                                                                                                 |
| 2002 | 16     | 4 группы по 4 команды | 2 группы по 6 команд, составленных из команд, занявших 1-3 места в группах 1-го этапа                                                                      | Команды, занявшие 1-4 места в группах 2-го этапа, играли на вылет                                                                                                 |
| 2003 | 16     | 4 группы по 4 команды | 2 группы по 6 команд, составленных из команд, занявших 1-3 места в группах 1-го этапа                                                                      | Команды, занявшие 1-4 места в группах 2-го этапа, играли на вылет                                                                                                 |
| 2004 | 16     | 4 группы по 4 команды | 2 группы по 6 команд, составленных из команд, занявших 1-3 места в группах 1-го этапа                                                                      | Команды, занявшие 1-4 места в группах 2-го этапа, играли на вылет                                                                                                 |
| 2005 | 16     | 4 группы по 4 команды | 2 группы по 6 команд, составленных из команд, занявших 1-3 места в группах 1-го этапа                                                                      | Команды, занявшие 1-4 места в группах 2-го этапа, играли на вылет                                                                                                 |
| 2006 | 16     | 4 группы по 4 команды | 2 группы по 6 команд, составленных из команд, занявших 1-3 места в группах 1-го этапа                                                                      | Команды, занявшие 1-4 места в группах 2-го этапа, играли на вылет                                                                                                 |
| 2007 | 16     | 4 группы по 4 команды | 2 группы по 6 команд, составленных из команд, занявших 1-3 места в группах 1-го этапа                                                                      | Команды, занявшие 1-4 места в группах 2-го этапа, играли на вылет                                                                                                 |
| 2008 | 16     | 4 группы по 4 команды | 2 группы по 6 команд, составленных из команд, занявших 1-3 места в группах 1-го этапа                                                                      | Команды, занявшие 1-4 места в группах 2-го этапа, играли на вылет                                                                                                 |
| 2009 | 16     | 4 группы по 4 команды | 2 группы по 6 команд, составленных из команд, занявших 1-3 места в группах 1-го этапа                                                                      | Команды, занявшие 1-4 места в группах 2-го этапа, играли на вылет                                                                                                 |
| 2010 | 16     | 4 группы по 4 команды | 2 группы по 6 команд, составленных из команд, занявших 1-3 места в группах 1-го этапа                                                                      | Команды, занявшие 1-4 места в группах 2-го этапа, играли на вылет                                                                                                 |
| 2011 | 16     | 4 группы по 4 команды | 2 группы по 6 команд, составленных из команд, занявших 1-3 места в группах 1-го этапа                                                                      | Команды, занявшие 1-4 места в группах 2-го этапа, играли на вылет                                                                                                 |
| 2012 | 16     | 2 группы по 8 команд | Команды, занявшие 1-4 места в группах, играли на вылет | Команды, занявшие 1-4 места в группах, играли на вылет |
| 2013 | 16     | 2 группы по 8 команд | Команды, занявшие 1-4 места в группах, играли на вылет | Команды, занявшие 1-4 места в группах, играли на вылет |
| 2014 | 16     | 2 группы по 8 команд | Команды, занявшие 1-4 места в группах, играли на вылет | Команды, занявшие 1-4 места в группах, играли на вылет |
| 2015 | 16     | 2 группы по 8 команд | Команды, занявшие 1-4 места в группах, играли на вылет | Команды, занявшие 1-4 места в группах, играли на вылет |
| 2016 | 16     | 2 группы по 8 команд | Команды, занявшие 1-4 места в группах, играли на вылет | Команды, занявшие 1-4 места в группах, играли на вылет |
| 2017 | 16     | 2 группы по 8 команд | Команды, занявшие 1-4 места в группах, играли на вылет | Команды, занявшие 1-4 места в группах, играли на вылет |
| 2018 | 16     | 2 группы по 8 команд | Команды, занявшие 1-4 места в группах, играли на вылет | Команды, занявшие 1-4 места в группах, играли на вылет |
| 2019 | 16     | 2 группы по 8 команд | Команды, занявшие 1-4 места в группах, играли на вылет | Команды, занявшие 1-4 места в группах, играли на вылет |
| 2021 | 16     | 2 группы по 8 команд | Команды, занявшие 1-4 места в группах, играли на вылет | Команды, занявшие 1-4 места в группах, играли на вылет |
| 2022 | 16     | 2 группы по 8 команд | Команды, занявшие 1-4 места в группах, играли на вылет | Команды, занявшие 1-4 места в группах, играли на вылет |
| 2023 | 16     | 2 группы по 8 команд | Команды, занявшие 1-4 места в группах, играли на вылет | Команды, занявшие 1-4 места в группах, играли на вылет |
| 2024 | 16     | 2 группы по 8 команд | Команды, занявшие 1-4 места в группах, играли на вылет | Команды, занявшие 1-4 места в группах, играли на вылет |
| 2025 | 16     | 2 группы по 8 команд | Команды, занявшие 1-4 места в группах, играли на вылет | Команды, занявшие 1-4 места в группах, играли на вылет |

### Команды, участвовавшие в высшем дивизионе
| Кол. | Сборная             | Чемпионаты |
| ---- | ------------------- | --- |
| 83   | Чехия/ Чехословакия | 1920, 1924, 1928, 1930, 1931, 1933—1939, 1947—1949, 1952, 1954—1961, 1963—1979, 1981—1983, 1985—1987, 1989—2019, 2021—2025                      |
| 83   | Швеция              | 1920, 1924, 1928, 1931, 1935—1938, 1947—1979, 1981—1983, 1985—1987, 1989—2019, 2021—2025                                                        |
| 78   | Канада              | 1920, 1924, 1928, 1930—1939, 1948—1952, 1954—1956, 1958—1969, 1977—1979, 1981—1983, 1985—1987, 1989—2019, 2021—2025                             |
| 75   | США                 | 1920, 1924, 1931—1934, 1936, 1938, 1939, 1947, 1949—1952, 1955, 1956, 1958—1969, 1971, 1975—1979, 1981, 1982, 1985—1987, 1989—2019, 2021—2025   |
| 71   | Финляндия           | 1939, 1949, 1951, 1952, 1954, 1955, 1957—1979, 1981—1983, 1985—1987, 1989—2019, 2021—2025                                                       |
| 69   | Германия/ ФРГ       | 1928, 1930, 1932—1939, 1952—1956, 1959—1964, 1967, 1968, 1971—1973, 1976—1979, 1981—1983, 1985—1987, 1989—1998, 2001—2005, 2007—2019, 2021—2025 |
| 63   | Россия/ОКР/ СССР    | 1954—1961, 1963—1979, 1981—1983, 1985—1987, 1989—2019, 2021                                                                                     |
| 57   | Швейцария           | 1920, 1924, 1928, 1930, 1933—1939, 1947—1956, 1959, 1962, 1964, 1972, 1987, 1991—1993, 1995, 1998—2019, 2021—2025                               |
| 40   | Норвегия            | 1937, 1938, 1949—1952, 1954, 1958, 1959, 1962, 1965, 1990, 1992—1997, 1999—2001, 2006—2019, 2021—2025                                           |
| 37   | Франция             | 1920, 1924, 1928, 1930, 1931, 1934—1937, 1950, 1992—2000, 2004, 2008—2019, 2022—2025                                                            |
| 36   | Австрия             | 1928, 1930, 1931, 1933—1936, 1938, 1947—1949, 1956, 1957, 1993—1996, 1998—2005, 2007, 2009, 2011, 2013, 2015, 2018—2019, 2022—2025              |
| 33   | Латвия              | 1933, 1935, 1936, 1938, 1939, 1997—2019, 2021—2025                                                                                              |
| 32   | Италия              | 1930, 1933—1936, 1939, 1948, 1956, 1959, 1982—1983, 1992—2002, 2006—2008, 2010, 2012, 2014, 2017, 2019, 2021, 2022                              |
| 30   | Польша              | 1928, 1930—1933, 1935—1939, 1947, 1948, 1952, 1955—1959, 1966, 1970, 1973—1976, 1979, 1986, 1989, 1992, 2002, 2024                              |
| 29   | Словакия            | 1996—2019, 2021—2025 |
| 23   | Дания               | 1949, 2003—2019, 2021—2025 |
| 20   | Беларусь            | 1998—2001, 2003, 2005—2018, 2021 |
| 19   | Великобритания      | 1924, 1928, 1930, 1931, 1934—1939, 1948, 1950, 1951, 1962, 1994, 2019, 2021, 2022, 2024                                                         |
| 14   | ГДР                 | 1957, 1959, 1961, 1963, 1965—1968, 1970, 1974, 1976, 1978, 1983, 1985                                                                           |
| 14   | Венгрия             | 1928, 1930, 1931, 1933—1939, 2009, 2016, 2023, 2025                                                                                             |
| 13   | Казахстан           | 1998, 2004—2006, 2010, 2012, 2014, 2016, 2021—2025                                                                                              |
| 12   | Бельгия             | 1920, 1924, 1928, 1930, 1933—1936, 1939, 1947, 1949, 1950                                                                                       |
| 11   | Япония              | 1930, 1936, 1957, 1960, 1998—2004 |
| 11   | Словения            | 2002, 2003, 2005, 2006, 2008, 2011, 2013, 2015, 2017, 2023, 2025                                                                                |
| 9    | Украина             | 1999—2007 |
| 8    | Румыния             | 1931, 1933—1935, 1937, 1938, 1947, 1977 |
| 4    | Нидерланды          | 1935, 1939, 1950, 1981 |
| 1    | Литва               | 1938 |
| 1    | Югославия           | 1939 |
| 1    | Австралия           | 1960 |
| 1    | Республика Корея    | 2018 |

## Общее количество медалей по странам
За всю историю чемпионатов мира по хоккею с шайбой только 8 стран становились обладателями золотых медалей. Ещё четырём сборным удавалось завоевать медали меньшего достоинства. Серебряные медали завоевали сборная Швейцарии (4) и сборная ФРГ/Германии (3). Бронзовые медали завоевали сборная Швейцарии (8), сборная ФРГ/Германии (2), сборная Австрии (2) и сборная Латвии (1).
Наибольшее количество золота завоевала сборная Канады (28). Наибольшее количество серебра завоевала сборная Швеции (19). Наибольшее количество бронзы завоевала сборная Чехословакии/Чехии (22). Наибольшее общее количество медалей завоевала сборная Канады (53).
| Место | Страна             | Золото | Серебро | Бронза | Всего |
| ----- | ------------------ | ------ | ------- | ------ | ----- |
| 1     | Канада             | 28     | 16      | 9      | 53    |
| 2     | СССР Россия        | 22 5   | 7 3     | 5      | 34 13 |
| 2     | Всего              | 27     | 10      | 10     | 47    |
| 3     | Чехословакия Чехия | 6 7    | 12 1    | 16 6   | 34 14 |
| 3     | Всего              | 13     | 13      | 22     | 48    |
| 4     | Швеция             | 11     | 19      | 19     | 49    |
| 5     | Финляндия          | 4      | 9       | 3      | 16    |
| 6     | США                | 3      | 9       | 9      | 21    |
| 7     | Великобритания     | 1      | 2       | 2      | 5     |
| 8     | Словакия           | 1      | 2       | 1      | 4     |
| 9     | Швейцария          | 0      | 5       | 8      | 13    |
| 10    | ФРГ Германия       | 0      | 1 2     | 0 2    | 1 4   |
| 10    | Всего              | 0      | 3       | 2      | 5     |
| 11    | Австрия            | 0      | 0       | 2      | 2     |
| 12    | Латвия             | 0      | 0       | 1      | 1     |

Примечания
1. Россия унаследовала членство СССР в международной федерации хоккея, поэтому официальная статистика для этих стран общая.
2. Чехия унаследовала членство Чехословакии в международной федерации хоккея, поэтому официальная статистика для этих стран общая.
3. Германия унаследовала членство ФРГ в международной федерации хоккея, поэтому официальная статистика для этих стран общая.

## Факты
- Стать чемпионами мира на своём поле смогли шесть сборных: по три раза ныне несуществующие сборные Чехословакии (1947, 1972, 1985) и СССР (1973, 1979, 1986), а также по одному разу: сборные США (1960), Швеции (2013), Финляндии (2022) и Чехии (2024).
- Несмотря на то, что Канада является родоначальником хоккея и одной из сильнейших хоккейных держав, чемпионат мира проходил в этой стране только однажды. На домашнем первенстве 2008 года (в год столетия Международной федерации хоккея на льду канадцы проиграли в финале сборной России со счётом 4:5 в овертайме. Чемпионат мира вообще редко проходит за пределами Европы. Так, США принимали чемпионат мира лишь трижды, причём последний раз в 1962 году, а остальные два чемпионата (в 1932 и 1960 годах) в рамках зимних Олимпийских игр.
- Наибольшее число раз чемпионат мира как самостоятельный турнир (без учёта олимпийских турниров) принимала Швеция (12 раз), Чехия (11 раз, но 8 раз соревнования прошли в Чехословакии), Финляндия — 10 раз, Германия и Швейцария (по 8 раз), Россия (7 раз, включая СССР — 4 раза), Австрия (6 раз).
- Сборные Канады, США, ФРГ, Норвегии, Италии и Швейцарии в 1957 году бойкотировали чемпионат мира.
- Сборные СССР, ЧССР, а также Румынии в 1962 году бойкотировали чемпионат мира.
- Сборная СССР имеет рекордную серию побед (9 раз подряд с 1963 по 1971 год).
- Чемпионаты мира проходили лишь на двух континентах: Евразия и Северная Америка. Шесть раз чемпионат проходил в нескольких странах.
- Чемпионат принимали (с учётом олимпийских турниров) 17 европейских государств, из которых 3 уже не существуют: Югославия, СССР и Чехословакия.
- Чаще всего чемпионат принимали столицы Чехии/Чехословакии (Прага) и в шведской столице (Стокгольм) — по 11 раз, а 8 раз этой чести удостаивалась столица Финляндии Хельсинки, 7 раз в финском городе Тампере, по 6 раз соревнования проходили в австрийской столице Вене, и в столице России/СССР Москве.
- Больше всего городов принимало чемпионат (с учётом олимпийского турнира) в Германии — 11 городов, швейцарских городов было 9 (с учётом олимпийского турнира), а шведских — 6.
- Начиная с 2008 года, все команды, выходившие из I дивизиона в высший (Венгрия, Австрия, Италия, Казахстан, Словения), не задерживались в нём и на следующий год возвращались в I дивизион. Последней командой, вышедшей из I дивизиона (в 2007 году) в высший и закрепившейся в нём, была Франция. В 2018 году сборная Австрии смогла прервать данную статистику и выбила в I дивизион сборную Беларуси (которая не покидала высший дивизион с 2003 года). В 2019 году сразу две сборные, перешедшие из I дивизиона, остались в высшем дивизионе — сборная Великобритании, спустя 12 лет, выбила в I дивизион сборную Франции, а Италия в матче жизни, спустя 2 сезона выбила в I дивизион сборную Австрии.
- Сборная США дольше всех не обновляла свой титул: между второй (1960) и третьей (2025) победой на чемпионате мира прошло ровно 65 лет. Помимо этого сборная Великобритании остаётся с единственной победой уже 90 лет.